# Chilean Hackers
Chilean Hackers conocido también como Chilean Crew o ChileanH, es un grupo de hackers de sombrero negro que se ha atribuido la responsabilidad de una serie de ataques informáticos a distintas instituciones gubernamentales de Chile y Bolivia.

## Ataques

### Ministerio de Agricultura de Chile
Realizó un ataque al Ministerio de Agricultura de Chile, en el cual se coĺó un video de la actriz Sasha Grey en el inicio de la página, atrayendo a una serie de usuarios de Internet.

### Superintendencia de Seguridad Social de Chile
El día 24 de octubre del 2014, la Superintendencia de Seguridad Social de Chile fue víctima de un hackeo, en donde se cambió la página principal por un mensaje en contra de la presidenta de la época, Michelle Bachelet. Este mensaje fue firmado por Chilean Hackers.

### Televisión Nacional de Chile
El día 21 de noviembre del 2014, por medio de su cuenta de Twitter, el grupo informó que habían hackeado el sitio web y servidores de Televisión Nacional de Chile, cambiando la página de inicio de un subdominio , por un mensaje alusivo al Paro Docente en el mismo país.

### Gobierno de Chile
Un Security Researcher publicó una lista de vulnerabilidades del Sistema de Gestión de Solicitudes usado a lo largo de todo el país, pero el gobierno no las parchó. Gracias a ello, el grupo logró poner en peligro todo el sistema gubernamental informático, realizando Defacement y publicando información encontrada en los servidores de varias instituciones.

### Gobierno y fuerzas armadas de Bolivia
Por medio de su cuenta de Twitter, Chilean Hackers se atribuyó una serie de ataques informáticos al gobierno y fuerzas armadas de Bolivia, desatando un escándalo y debilitando las relaciones entre Chile y el país vecino.
El vicepresidente Álvaro García Linera lamentó el hackeo de la página web de la Armada Boliviana y aseguró que el grupo hacker no sería capaz de poner en riesgo la seguridad nacional del país. Después del suceso, el presidente Evo Morales anunció que quiere crear una «nube soberana» para mejorar la seguridad informática.

### Paro del Registro Civil de Chile
En 2015, el grupo realizó la publicación de datos personales para luego bloquear la cédula de identidad y licencia de conducir de la presidenta de funcionarios del Registro Civil de Chile Nelly Díaz, como forma de protesta contra el paro de la institución.

### Corporación Nacional de Desarrollo Indígena de Chile
El día 7 de febrero del año 2016, el sitio web y un servidor de la Corporación Nacional de Desarrollo Indígena fueron víctimas de un ciberataque en donde fue cambiada la página de inicio. Luego de haber sucedido esto, el grupo empezó a difundir un documento excel que contenía información detallada de más de 300.000 ciudadanos chilenos pertenecientes a algún pueblo originario. Algunos mapuches en Internet se pronunciaron sobre el tema y pusieron en duda si realmente su información estaba protegida en Internet por el gobierno.

### No más AFPs y Catalina Edwards
A mediados del año 2016 explotó en Chile el caso de las llamadas AFPs, instituciones que administran los fondos de pensiones del país. Se realizaron una serie de marchas a nivel nacional para protestar en contra de este sistema.
En un programa de televisión de Mega, la periodista chilena Catalina Edwards  declaró:

Lo otro que pasa, y que tampoco podemos decir ‘esto lo tiene que solucionar el Estado’, yo quiero insistir en lo que dije antes y no sé si se entendió. El Estado de bienestar en Europa fracasó, hay muchos estados que están fracasados. Son experiencias fallidas. Lo que yo digo es que no hay que imitar algo, tenemos que arreglarlo, pensarlo mejor para nosotros. Por ejemplo, dar trabajo a las personas que hoy día ya están jubiladas ¡Ahí ya tienes una solución! O sea, personas que efectivamente hoy día quizá quieran trabajar, hay otras que no, que ya no les da el físico porque no pueden, en fin, pero hay una buena cantidad que sí.
Catalina Edwards.

Esta declaración fue altamente criticada en las redes sociales y tildada como una falta de respeto hacia la comunidad de adultos mayores del país. Luego de esto, el grupo Chilean Hackers filtró datos personales de la periodista y su esposo Juan Pablo Tisné, de las cuales se conoció que su esposo era gerente de carteras administrativas del Grupo Security, grupo económico donde tres AFP (Provida, Cuprum y Modelo) poseían acciones.

### Hackeo al Club Aéreo de Carabineros y Ministerio de Justicia de Chile
El día 6 de junio de 2018, el grupo publicó por su cuenta de Twitter el hackeo al Club Aéreo de Carabineros, publicando nombres, RUT, direcciones de correo electrónico personal, domicilios, grados y unidad de más de 150 funcionarios de Carabineros. Posterior a este ataque, Chilean Hackers realizó un defacement masivo al sitio del Ministerio de Justicia, vulnerando 11 sitios webs relacionados con el Ministerio.